# Calamagrostis aurea
Calamagrostis aurea là một loài cỏ thuộc họ Poaceae.
Loài này chỉ có ở Ecuador.